# نبرد جکسون
نبرد جکسون (انگلیسی: Battle of Jackson) در ۱۴ مه ۱۸۶۳ در جکسون، می‌سی‌سی‌پی، به عنوان بخشی از کمپین ویکسبرگ در طول جنگ داخلی آمریکا رخ داد. پس از ورود به ایالت میسیسیپی در اواخر آوریل ۱۸۶۳، سرلشکر یولیسیز اس. گرانت از ارتش اتحادیه نیروی خود را به داخل خشکی منتقل کرد تا به شهر استراتژیک رودخانه می‌سی‌سی‌پی، ویکسبورگ، میسیسیپی، حمله کند. نبرد ریموند، که در ۱۲ مه رخ داد، گرانت را متقاعد کرد که ارتش کنفدراسیون ژنرال جوزف ای. جانستون برای دور زدن ایمن بسیار قوی است، بنابراین او دو سپاه، تحت فرماندهی سرلشکران جیمز بی. مکفرسون و ویلیام تکامسه شرمن، را برای تصرف موقعیت جانستون در جکسون فرستاد. جانستون معتقد نبود که شهر قابل دفاع است و شروع به عقب‌نشینی کرد. سرتیپ جان گرگ مأمور فرماندهی عقب‌دار کنفدراسیون شد، که در ۱۴ مه در جکسون با نیروهای شرمن و مک فرسون جنگید و سپس عقب‌نشینی کرد. پس از تصرف شهر، نیروهای اتحادیه زیرساخت‌های اقتصادی و نظامی را نابود کردند و همچنین خانه‌های غیرنظامیان را غارت کردند. سپس گرانت به سمت ویکسبورگ حرکت کرد، که در ۱۸ مه آن را محاصره کرد و در ۴ ژوئیه تسخیر کرد. جانستون، علیرغم دریافت نیروی کمکی، تلاش ضعیفی برای نجات پادگان ویکسبورگ انجام داد و در اواسط ژوئیه برای بار دوم از جکسون بیرون رانده شد.

## مقدمات
در اوایل سال ۱۸۶۳، در طول جنگ داخلی آمریکا، سرلشکر یولیسیز اس. گرانت از ارتش اتحادیه در حال برنامه‌ریزی عملیات علیه شهر استراتژیک رودخانه می‌سی‌سی‌پی، ویکسبورگ، میسیسیپی، که در دست کنفدراسیون بود، بود. پس از شکست تلاش‌های اولیه، گرانت تصمیم گرفت از جنوب شهر در طرف مقابل رودخانه حرکت کند و سپس از می‌سی‌سی‌پی عبور کند تا علیه شهر و پادگان آن اقدام کند. در اواخر آوریل، ۲۴۰۰۰ سرباز اتحادیه در بروینسبرگ، میسیسیپی، به عنوان بخشی از آن طرح پیاده شدند. نیروهای گرانت در خشکی پیشروی کردند و سپس به سمت شرق حرکت کردند تا بعداً به سمت غرب چرخیده و از آن جهت به ویکسبورگ حمله کنند. این حرکت در سه ستون انجام شد. در همین حال، نیروهای کنفدراسیون از سراسر کشور برای تقویت مدافعان ویکسبورگ اعزام شدند. نیروهای تقویتی در جکسون، میسیسیپی، جمع شدند و در ۱۰ مه، ژنرال جوزف ای. جانستون برای فرماندهی نیروی رو به رشد فرستاده شد. سپهبد جان سی. پمبرتون، فرمانده پادگان ویکسبورگ، به یکی از واحدهای مستقر در جکسون، تیپ سرتیپ جان گرگ، دستور داد به شهر ریموند نقل مکان کند.
در ۱۲ مه، یکی از ستون‌های اتحادیه، تحت فرماندهی سرلشکر جیمز بی. مک فرسون، با نیروهای کنفدراسیون گرگ در نزدیکی ریموند روبرو شد. نبرد ریموند که در پی آن رخ داد، پیروزی اتحادیه بود، اگرچه مدیریت ضعیف نبرد توسط مک فرسون به نیروهای کنفدراسیون که تعدادشان به شدت کمتر بود، اجازه داد نبرد را طولانی کنند. درگیری در ریموند رویکرد گرانت به این کارزار را تغییر داد. گرانت با درک اینکه نیروی کنفدراسیون در جکسون قوی‌تر از آن چیزی است که تصور می‌کرد، تمایلی به رها کردن نیروی دشمن در پشت سر خود نداشت و تصمیم گرفت نیروهای خود را علیه موقعیت جکسون بفرستد. گرانت که مطمئن نبود سپاه هفدهم مک فرسون برای تصرف شهر به اندازه کافی قوی است، به مک فرسون دستور داد از شمال غربی به جکسون حمله کند، در حالی که سپاه پانزدهم سرلشکر ویلیام تی. شرمن از جنوب غربی حمله کند.
جانستون، که به بدبینی شهرت داشت، در ۱۳ مه به جکسون رسید. حدود ۶۰۰۰ سرباز کنفدراسیون شهر را در اختیار داشتند، از جمله نیروهای به تازگی شکست خورده گرگ، اگرچه انتظار می‌رفت نیروهای کمکی بیشتری برسند. جانستون در طول سفر خود به جکسون متوجه شده بود که ارتش گرانت وارد می‌سی‌سی‌پی شده است، در حالی که نیروی پمبرتون در امتداد رودخانه بیگ بلک موضع دفاعی گرفته بود. نیروی اتحادیه بین مواضع کنفدراسیون قرار داشت. جانستون تصمیم گرفت که جکسون قابل دفاع نیست و به قول مورخان ویلیام ال. شیا و ترنس جی. وینشل با «شتاب نامناسب»، تلگرافی به افسران فرمانده خود در ریچموند، ویرجینیا، فرستاد و اعلام کرد «خیلی دیر رسیده‌ام» و دستور تخلیه شهر را صادر کرد. در حالی که جانستون و ستادش با قطار ۲۵ مایل (۴۰ کیلومتر) به کانتون عقب‌نشینی کردند، بقیه ارتش او پیاده عقب‌نشینی کردند. نیروهای گرگ وظیفه گارد عقب در جکسون را بر عهده گرفتند. جانستون در حین عقب‌نشینی، پیام گمراه کننده‌ای برای پمبرتون فرستاد و پیشنهاد کرد که نیروهای جانستون در یک حرکت تهاجمی از پمبرتون حمایت خواهند کرد، در حالی که او هیچ قصدی برای انجام این کار نداشت. مورخ دونالد ال. میلر معتقد است که این کار برای این طراحی شده بود که در سوابق رسمی اینگونه به نظر برسد که او ویکسبورگ را رها نمی‌کند.